# Things We Lost in the Fire
Things We Lost in the Fire er en amerikansk dramafilm fra 2007 instrueret af Susanne Bier og produceret af Sam Mendes. Filmen har Halle Berry, Benicio del Toro og David Duchovny i hovedrollerne.

## Medvirkende
- Halle Berry: Audrey Burke
- Benicio del Toro: Jerry Sunborne
- David Duchovny: Brian Burke
- Alexis Llewellyn: Harper Burke
- Micah Berry: Dory Burke
- John Carroll Lynch: Howard Glassman
- Alison Lohman: Kelly
- Robin Weigert: Brenda
- Omar Benson Miller: Neal